# Altona, Manitoba
Altona är en ort i Kanada.   Den ligger i provinsen Manitoba, i den sydöstra delen av landet, 1 700 km väster om huvudstaden Ottawa. Altona ligger 246 meter över havet och antalet invånare är 3 613.
Terrängen runt Altona är mycket platt. Runt Altona är det mycket glesbefolkat, med 4 invånare per kvadratkilometer.. Det finns inga andra samhällen i närheten. 
Trakten runt Altona består till största delen av jordbruksmark.